# Csökmő
Csökmő ist ein Großgemeinde im Kreis Berettyóújfalu im Osten von Ungarn. In der Gemeinde gibt es noch weitere Siedlungen: 
- Cirkópuszta südöstlich des Hauptortes
- Kóróssziget nordwestlich des Hauptortes

## Geografie
Csökmő grenzt an das Komitat Békés und an folgende Gemeinden:
|                | Füzesgyarmat (BE)                           | Darvas |
| Szeghalom (BE) | Kompassrose, die auf Nachbargemeinden zeigt | Komádi |
|                | Újiráz                                      |        |

## Geschichte
Erste schriftliche Erwähnung 1219 im Váradi Regestrum (lateinisch: Regestrum Varadiense), Varadinum und Várad sind ältere Namen von Oradea. 
Zum Zeitpunkt der Landschaftsaufnahme 1782–1785 findet sich an der vermuteten Stelle von Csökmő eine Siedlung Zekménÿ, direkt bei den Seen.

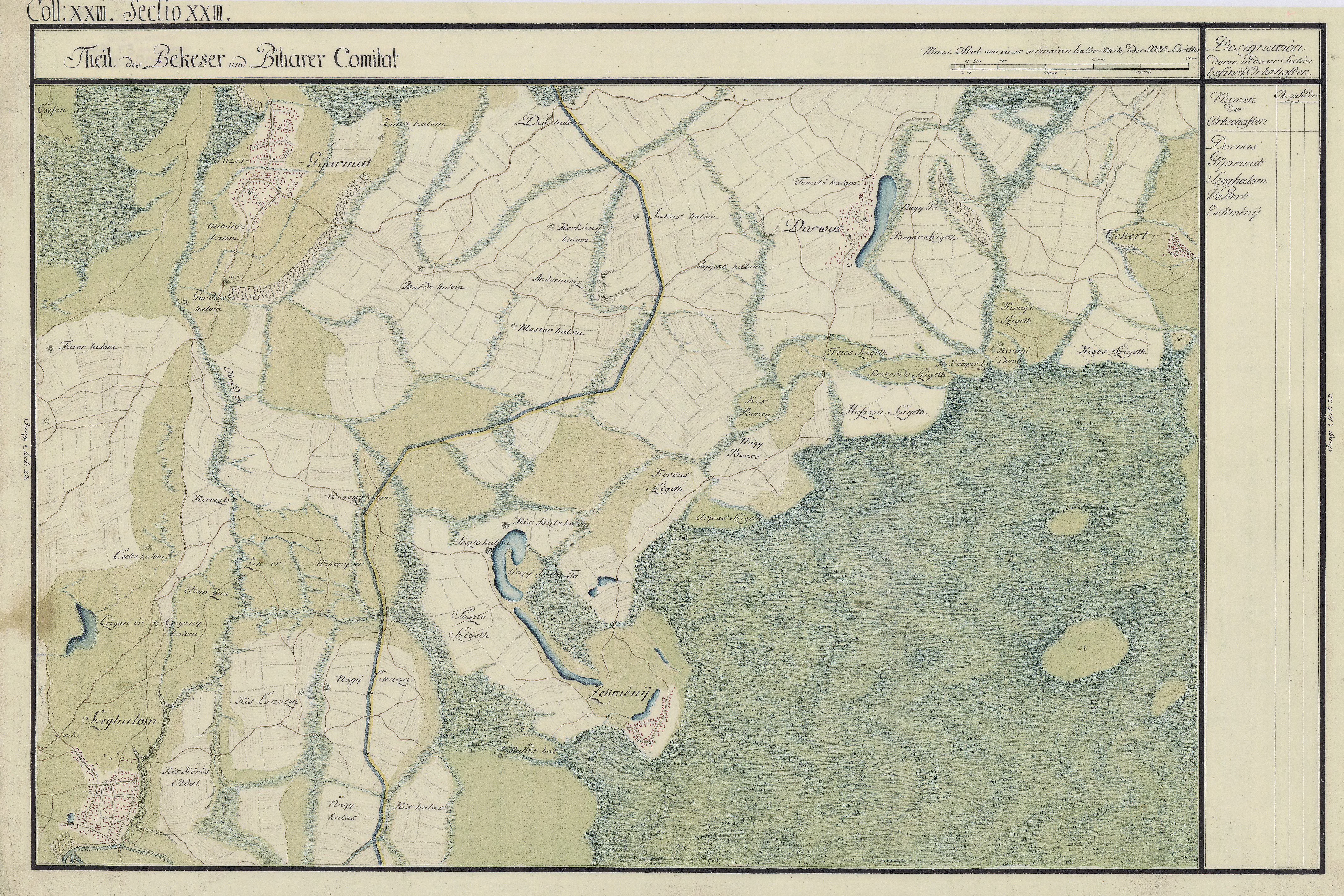
Zekménÿ (Mitte unten) um 1782 (Aufnahmeblatt der Josephinischen Landesaufnahme)
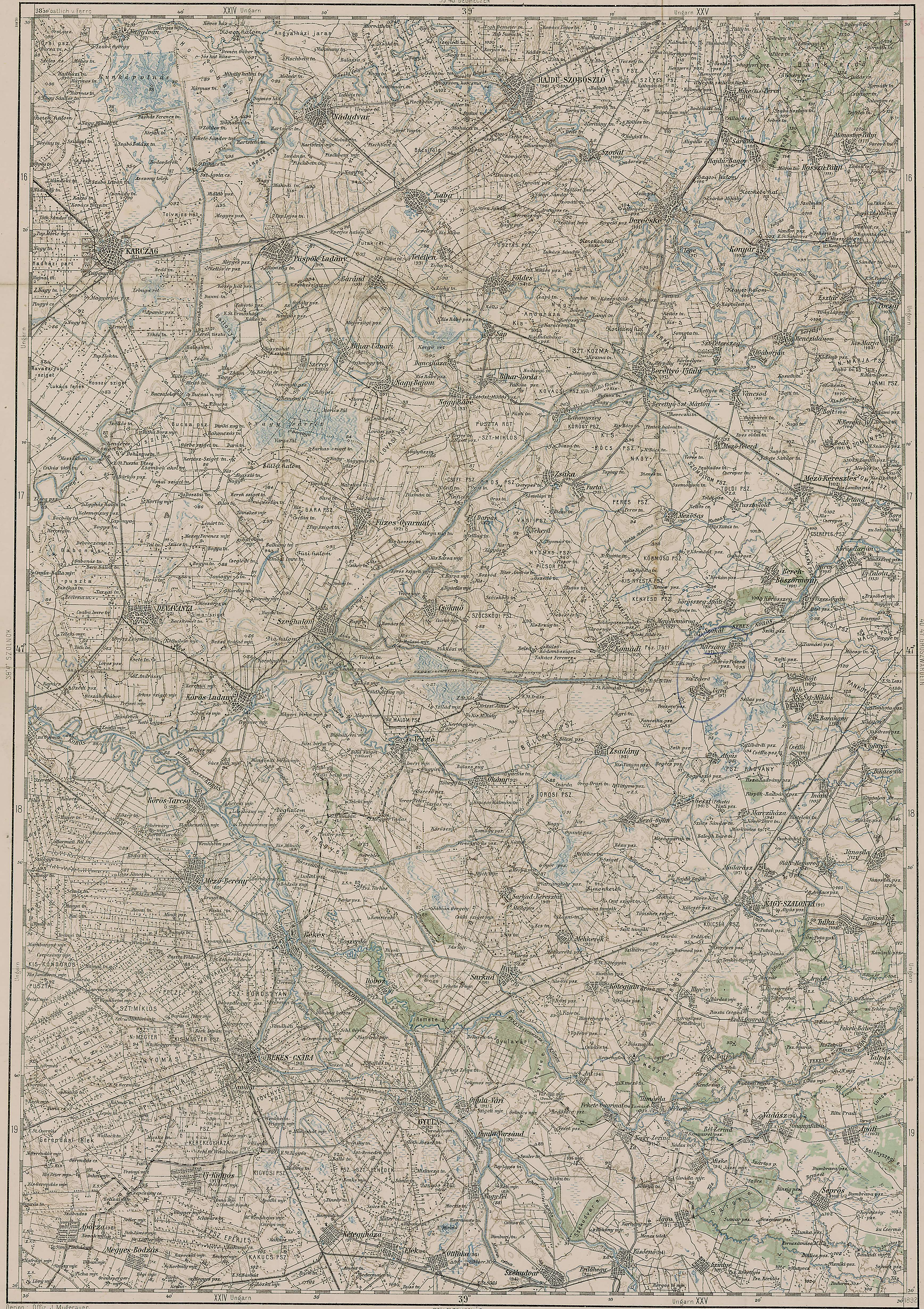
Csökmő (N 47° 2'; O 38° 58') um 1892 (Aufnahmeblatt der Franzisco-Josephinischen Landesaufnahme)

## Wirtschaft und Verkehr
Durch den Ort führt die Hauptstraße 47.